# Bermudy na Mistrzostwach Świata w Lekkoatletyce 2013
Bermudy na Mistrzostwach Świata w Lekkoatletyce 2013 – reprezentacja Bermudów podczas mistrzostw świata w Moskwie liczyła 2 zawodników.

## Występy reprezentantów Bermudów

### Mężczyźni
| Konkurencja | Zawodnik     | Eliminacje | Eliminacje | Finał    | Finał   |
| Konkurencja | Zawodnik     | Rezultat   | Pozycja    | Rezultat | Pozycja |
| ----------- | ------------ | ---------- | ---------- | -------- | ------- |
| Skok w dal  | Tyrone Smith | 7,89       | 13.        | NQ       | NQ      |

### Kobiety
| Konkurencja | Zawodnik     | Eliminacje | Eliminacje | Finał    | Finał   |
| Konkurencja | Zawodnik     | Rezultat   | Pozycja    | Rezultat | Pozycja |
| ----------- | ------------ | ---------- | ---------- | -------- | ------- |
| Skok w dal  | Arantxa King | 6,36       | 23.        | NQ       | NQ      |